# Diecéze athyrská
Diecéze Athyra je titulární diecéze římskokatolické církve.

## Historie
Athyra, identifikovatelná s Büyükçekmece v dnešním Turecku, je starobylé biskupské sídlo nacházející se v římské provincii Europa. Byla součástí Konstantinopolského patriarchátu a sufragánnou arcidiecéze Hérakleia v Europě.
Sídlo není Lequienem zmíněno v Oriens Christianus, ale Raymond Janin uvedl sídlo v seznamu diecézi provincie Europa do konce 15. století. Z pečeti z 10. století jsme se dozvěděli o jediném známém biskupovi Orestesovi.
Dnes je využívána jako titulární biskupské sídlo; v současné době je bez titulárního biskupa.
Eubel uvádí řadu biskupů Naturensis, místo identifikovatelné s Athyrou sufragánnou Konstantinopole: v tomto seznamu, který pokrývá časový úsek mezi 1350–1636, je rozpoznatelné, že se jedná o čtyři odlišné série a částečně překrývající se pomocní biskupové: Magdeburgu, Münsteru, Bamberku a Hnězdna.

## Seznam biskupů
- Orestes (10. století)

## Seznam titulárních biskupůNaturensis
- 1358 – 1361 Riccardo Tedaldi, O.P.
- 1362 – ? Teoderico de Vischel, O.P.
- Eberhardus
- 1394 – ? Teodorico Schenk, O.F.M.
- 1392 – ? Antonio de Tremonia, O.F.M.
- 1402 – ? Johannes, O.E.S.A.
- 1411 – ? Massimo di Venezia, O.S.M.
- Wenemarus
- 1414 – ? Erasmus Willich, O.P.
- 1430 – ? Michele Stefano
- 1430 – 1455 Johannes Fabri, O.F.M.
- 1433 – ? Andrea Nicola Amthos
- 1434 – ? Johannes, O.F.M.
- Pomocní biskupové Hnězdna:
  - 1469 – ? Antonio Nicolai, O.F.M.
  - 1478 – ? Andrzej z Opalenicy
  - 1497 – ? Jan z Radziejowa, O.P.
  - 1509 – ? Mikołaj Msczny
  - 1527 – 1541 Jan Rusiński
  - 1541 – ? Sebastian Żydowski
- Pomocní biskupové Bamberku
  - 1474 – 1503 Jérome von Reizenstein, O.Cist.
  - 1504 – 1517 Kaspar Preiel
  - 1518 – 1542 Andreas Henlein
  - 1542 – 1546 Johann Ruger, O.P.
  - 1546 – 1558 Petrus Rauh, O.P.
  - 1560 – 1561 Paulus Jäger
  - 1562 – 1570 Friedrich Lichtenauer
  - 1572 – 1580 Jakob Feucht
  - 1581 – 1607 Johann Ertlin
  - 1608 – 1636 Johann Schöner

## Seznam titulárních biskupůAthyrensis
- 1939 – 1961 Henri Martin Mekkelholt, S.C.I.
- 1961 – 1964 Louis Nganga a Ndzando